# Semiothisa piccoloi
Semiothisa piccoloi là một loài bướm đêm trong họ Geometridae.